# Henrique Capriles

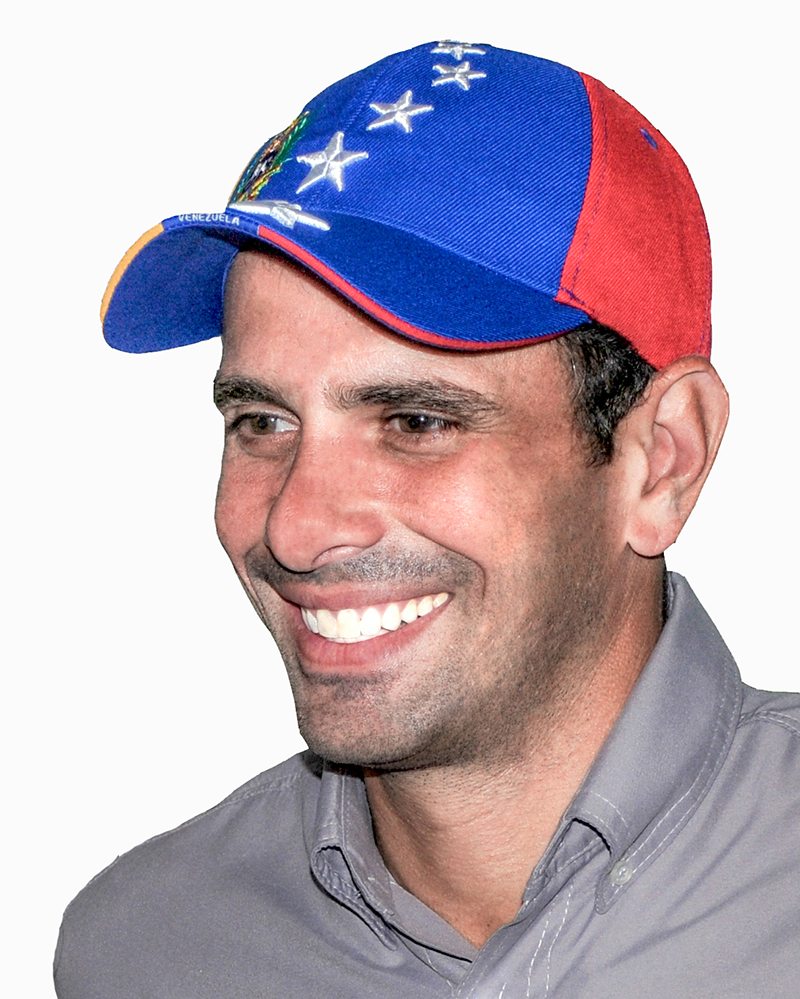
Henrique Capriles

Henrique Capriles Radonski (Caracas, 11 juli 1972) is een Venezolaanse politicus. Hij is lid van Rechtvaardigheid Eerst. In 2012 en 2013 was hij kandidaat van de oppositie voor het presidentschap van Venezuela.

## Leven
Henrique Capriles werd geboren in Caracas als kleinzoon van Pools-joodse immigranten. Zijn vaders familie bezat belangen in de bouw en de media, zijn moeders familie bezit de meeste bioscopen in Caracas. Hij studeerde rechten aan de Universidad Católica Andres Bello en studeerde af in 1994 in het handelsrecht. Ook studeerde hij Fiscaal Recht bij de Centrale Universiteit van Venezuela.
Capriles heeft ook cursussen gevolgd op de IBFD, International Tax Academy in Amsterdam, het Centro Interamericano de Administradores Tributarios in Viterbo, Italië, en de Columbia University in New York. Hij is lid van de International Fiscal Association, evenals de World Association of Young Juryleden en het Comité van Belastingen van de Venezolaanse Amerikaanse Kamer van Koophandel en Industrie (Venamcham). Capriles heeft gewerkt in de publieke en private sector, met inbegrip van Nevett & Mezquita Abogados, Seniat, Hoet, Pelaez, Castillo & Duue (een advocatenkantoor). 

## Burgemeester en gouverneur
Op zeer jonge leeftijd sloot Capriles zich aan bij de christendemocratische partij COPEI. Hij werd verkozen tot de Kamer van Afgevaardigden van Venezuela in december 1998 en is hierdoor nog steeds het jongste lid van het Venezolaanse Parlement dat ooit werd verkozen. Hij was voorzitter van de Tweede Kamer van het parlement, die echter bij de Bolivariaanse grondwet van 1999 werd afgeschaft.
In juli 2000 werd Capriles gekozen tot burgemeester van de deelgemeente Baruta van Caracas, vanuit de oppositiepartij Primero Justicia, die hij eerder dat jaar  mede had opgericht. Hij werd herkozen in oktober 2004 met 79% van de stemmen. Hij versloeg zijn tegenkandidaat en Chavez-aanhanger, telenovela-acteur Simón Pestana. In 2004 werd hij vrijgesproken van geweld tijdens een belegering van de Cubaanse ambassade op 12 april 2002 (tijdens de staatsgreep tegen Chávez). Hij bracht vijf maanden door in de gevangenis voordat hij van alle blaam werd gezuiverd.
In 2008 was Capriles kandidaat voor het ambt van gouverneur van de staat de deelstaat Miranda. Hij versloeg op 24 november Diosdado Cabello, een zeer geliefde chavista en goede vriend van Hugo Chávez. 

## Oppositieleider
Op 12 februari 2012 werd hij aangewezen als eenheidskandidaat van de oppositie in de presidentsverkiezingen van 7 oktober 2012. Lange tijd leek hij kans te maken de doodzieke Hugo Chavez te verslaan, maar uiteindelijk won de president. Reeds een half jaar later was deze overleden en nam Capriles het op tegen de beoogd opvolger Nicolás Maduro. Opnieuw werd hij verslagen, wat zijn gezag in oppositiekringen aantastte. In februari 2014 braken onlusten uit die officieel tegen de regering, maar in feite tegen Capriles waren gericht. De veel radicaler Leopoldo López daagde het leiderschap van Capriles openlijk uit. Daarbij zijn doden gevallen, en López liet zich op theatrale wijze arresteren. Capriles, die de eis tot aftreden van Maduro niet had gesteund, moest zich wel achter de demonstranten stellen.
De oppositie in Venezuela heeft in december 2015 de parlementsverkiezingen met overmacht gewonnen. De kiescommissie maakte bekend dat de oppositiecoalitie MUD (Verenigd Democratisch Platform), onder leiding van Capriles, zeker 99 van de 167 zetels van het parlement in handen heeft. Het is voor het eerst in bijna zeventien jaar dat de socialistische partij van de zittende president Nicolás Maduro geen parlementaire meerderheid heeft. De opkomst was met 74% ongekend hoog. Sinds in de jaren negentig de stemplicht werd afgeschaft gingen niet zoveel Venezolanen naar de stembus om een nieuw parlement te kiezen.
Op 7 april 2017 maakte Capriles zelf bekend dat hij de komende vijftien jaar geen politiek ambt mag bekleden. De gouverneur van de Venezolaanse deelstaat Miranda kreeg het beroepsverbod omdat zijn protestacties volgens de autoriteiten zouden hebben aangezet tot geweld. De politicus deelde via Twitter mee dat hij buitenspel was gezet. De politieke situatie in Venezuela was gespannen. Het land werd geplaagd door een tekort aan primaire levensbehoeften, zoals voedsel en medicijnen.

## Weblinks
- (es)  Site des Gouverneurs
- (es)  Blog
- (de)  Konrad-Adenauer-Stiftung über die Wahlen im Jahre 2008 und Capriles
- (de)  Capriles und antisemitische Untertöne in der venezolanischen Politik